# حکمت متعالیه
حکمت مُتَعالیِه، مکتب فلسفی ملاصدرا است که هستی را بر پایۀ وجود و تمایز آن از ماهیت بنیان نهاده است. این مکتب از لحاظ روش‌شناسی، همانند فلسفۀ اِشراق، به کارگیری توأمان استدلال عقلی و شهود باطنی را می‌پذیرد، اما در اصول بنیادین و دستاوردهای نهایی با آن متفاوت است. در این نظام فکری، ملاصدرا توانست بسیاری از مناقشات تاریخی میان مکتب مَشّاء و اشراق، همچنین بین فلسفه و عرفان، و نیز فلسفه و کلام را حل‌وفصل کند. فلسفۀ وی نه رویکردی التقاطی، بلکه ساختاری نظام‌مند و منسجم است که هرچند از جریان‌های مختلف تفکر اسلامی تأثیر پذیرفته، در نهایت به نظامی مستقل و بی‌نظیر تبدیل شده است.پیش از ملاصدرا، درک دقیق تمایز میان وجود و ماهیت برای فیلسوفان دشوار بود، اما او توانست این تفاوت را به روشنی تبیین کند.پس از وی، اندیشمندان مسلمان به توسعه و تکمیل این مکتب فلسفی همت گماشتند.

## تعریف کلی
پیش از ملاصدرا، فیلسوفان مسلمانی مانند ابوعلی‌سینا و قیصری از اصطلاح «حکمت متعالیه» استفاده کرده‌بودند. ابوعلی‌سینا در کتاب الاِشارات و التَنبیهات این واژه را به‌کار برده و آن را ویژهٔ راسخان در حکمت متعالیه دانسته بود. نکتهٔ قابل‌توجه آنکه ملاصدرا خود نظام فلسفی‌اش را صراحتاً «حکمت متعالیه» نام ننهاده بود؛ این اصطلاح تنها در عنوان اثر مشهور او الحکمة المتعالیة فی الاَسفار العَقلیَةِ الاَربَعَة آمده که به‌صورت مختصر اَسفار اَربَعه خوانده می‌شود. بااین‌حال، پس از وی، اصطلاح حکمت متعالیه به‌تدریج برای اشاره به نظام فلسفی او رواج یافت.
از دیدگاه ملاصدرا، بنیادی‌ترین مسئلهٔ جهان «وجود» یا «هستی» است که انسان آن را به‌صورت حضوری و درونی درک می‌کند و نیاز به اثبات ندارد. در مقابل، «ماهیت» عامل تمایز و تنوع پدیده‌هاست که به هر موجودی هویتی ویژه می‌بخشد. همهٔ موجودات در اصل وجود مشترک‌اند، زیرا وجودی یگانه دارند که سرچشمه‌اش خداست، اما تفاوت‌هایشان از ماهیت متمایزشان ناشی می‌شود. در این دیدگاه، وجود اصالت دارد و ماهیت امری تَبعی است. ملاصدرا—برخلاف استادش میرداماد که پیرو سُهرَوَردی بود—معتقد بود وجود امری واقعی و ماهیت صرفاً مفهومی اعتباری است.
یکی از نوآوری‌های مهم ملاصدرا نظریهٔ «حرکت جوهری» بود. پیش از او، فلاسفهٔ مسلمان حرکت را تنها در اَعراض نه‌گانه جایز می‌دانستند و حرکت در جوهر را محال می‌پنداشتند، اما ملاصدرا حرکت در جوهر را نیز اثبات کرد. او توانست چهار جریان اصلی فکر اسلامی—کلام، عرفان، فلسفۀ افلاطونی و فلسفۀ ارسطویی—را در نظامی یکپارچه ترکیب کند و مکتب فلسفی نوینی تأسیس نماید.از جمله مهم‌ترین موضوعات حکمت متعالیه می‌توان به وجودشناسی، فلسفهٔ نفس، معرفت‌شناسی، عرفان نظری و فلسفۀ دین اشاره کرد.

## نفْس، بدن و عقل
در فلسفه‌ی اسلامی، توانایی‌های ذهنی انسان و کارکردهای مغزی که به یادگیری و آموزش منجر می‌شوند، به حوزه‌ی روان‌شناختی تعلق دارند، نه به حوزه‌ی جسمانی. بر اساس حکمت متعالیه، سطح نفس انسان تا زمانی که جنین در رحم مادر است، هم‌رده‌ی نفس گیاهان محسوب می‌شود. جنین مرحله‌ی طبیعت جمادی را پشت سر می‌گذارد و به گیاه بالفعل و حیوان بالقوه تبدیل می‌شود.
هنگامی که کودک متولد می‌شود، به سطح نفس حیوانی دست می‌یابد و تا پیش از رسیدن به سن رشد و بلوغ جسمانی در همین سطح باقی می‌ماند. سپس، نفس حیوانی او به نفس ناطقه تحول می‌یابد؛ نفسی که از طریق تفکر و تأمل، توانایی درک کلیات را کسب می‌کند. تفاوت میان نفوس موجودات جهان در استعدادهای ذاتی آن‌هاست.
حکمت متعالیه، علاوه بر نفس، از مفاهیمی مانند روح، قلب و مغز نیز نام می‌برد که هویت یکپارچه و چندبعدی نفس انسان را آشکار می‌سازد. عقل در روان‌شناسی فلسفی به چهار قسم تقسیم می‌شود: عقل هیولانی، عقل بالملکه، عقل بالفعل و عقل فعال. در این مراتب، موجودات به‌صورت بالفعل وجود دارند و نسبت عقل به انسان، مانند نسبت خورشید به چشم است.
بنیانگذار حکمت متعالیه با ارائه‌ی دیدگاهی نوآورانه، مسئله‌ی ارتباط نفس مجرد با بدن مادی را حل می‌کند. بر این اساس، نفس ماهیتی ثابت ندارد، بلکه وجودی سیال با مراتب گوناگون است که بر مبنای «حرکت جوهری» از مراحل مادی به سوی مراتب مجرد عقلی تکامل می‌یابد. این نگرش، چالش تعامل میان مادی و مجرد را با تبدیل آن‌ها به مراتب مختلف یک حقیقت واحد برطرف می‌کند.
نفس به‌مثابه وجودی دارای مراتب متعدد شناخته می‌شود: «طبیعی» (وابسته به بدن)، «نفسانی» (مرتبط با احساسات)، «مثالی» (مربوط به قوه‌ی خیال) و «عقل محض» (مرحله‌ی نهایی تجرد). این مراتب نه مجزا، بلکه همچون حلقه‌های زنجیری به‌هم پیوسته‌اند.
اتحاد نفس و بدن بدین معناست که نفس امتداد وجود بدن است، نه موجودی مستقل از آن. همان‌گونه که میوه فرآورده‌ی نهایی درخت است، نفس نیز با بدن چنین نسبتی دارد. بدن با گذر از مراحل جمادی، نباتی و حیوانی، بستر ظهور نفس را فراهم می‌آورد. نفس نیز تا رسیدن به تجرد تام، محتاج بدن باقی می‌ماند.
نیاز نفس به بدن ناشی از ضعف ذاتی نیست، بلکه به سبب مرتبه‌ی دنیوی آن است. برخی فعالیت‌های نفس مانند ادراک حسی، تنها در پرتو بدن تحقق می‌یابد. پس از مرگ، نفس با رهایی از قیود بدنی، به عقل فعال می‌پیوندد.
در مطالعه‌ی تأثیر بدن بر نفس، موضوع تغذیه نمونه‌ای شایان توجه است. اگرچه صدرا مستقیماً به تأثیر غذا بر ادراک نپرداخته، اما از آنجا که بدن را ابزار نفس می‌داند، هر تغییری در بدن (از جمله تغذیه) می‌تواند بر فعالیت‌های نفسانی تأثیر بگذارد. بررسی‌ها نشان می‌دهد که غذا بر عملکرد ذهن تأثیر مستقیم دارد. برخی مواد غذایی مانند اسانس گل محمدی با افزایش جریان خون مغز موجب بهبود تمرکز می‌شوند، در حالی که کم‌خوری بستری برای تفکر عمیق‌تر فراهم می‌کند.
این یافته‌ها نظریه‌ی صدرا درباره‌ی اهمیت کاهش وابستگی‌های بدنی را تأیید می‌کنند و لزوم انجام پژوهش‌های بیشتر درباره‌ی تأثیر تغذیه بر یادگیری مفاهیم انتزاعی را نشان می‌دهند.

## اختیار انسان
به نظر می‌رسد مهم‌ترین چالش در مسئلهٔ اختیار انسانی، تقابل میان «انتخاب آزاد» و «جبر عِلّی» است؛ یعنی آیا ارادهٔ انسان واقعاً آزاد است یا تحت سلطهٔ ضرورت‌های بیرونی قرار دارد؟ این چالش در واقع به تعارض میان اختیار و علّیت بازمی‌گردد: اگر انسان در آخرین حلقهٔ زنجیرهٔ علّیِ افعال اختیاری قرار گرفته باشد، چگونه می‌توان تصویری از اختیار ارائه داد که هم تحمیلی نباشد و هم علّیت را مخدوش نکند؟
با تعریف ملاصدرا از فعل اختیاری—یعنی فعلی که مسبوق به علم و اراده باشد، آن هم به معنای محبت و رضا—راه‌حل این چالش نیز روشن می‌شود: اختیار انسانی با علّیت منافاتی ندارد، زیرا انسان همان کاری را انجام می‌دهد که خداوند از ازل اراده کرده است، اما با این ویژگی که ارادهٔ او نه به معنای ترجیح یک گزینه بر دیگری، بلکه به معنای میل، رغبت و رضایت درونی به آن فعل است. به عبارت دیگر، ارادهٔ الهی به گونه‌ای بر مخلوقات و افعالشان تعلق می‌گیرد که دقیقاً مطابق با خواست تکوینی خودشان است. بنابراین، همهٔ موجودات—از آسمان و زمین—فرمان الهی را نه از روی اجبار، بلکه از سر طاعت و میل می‌پذیرند.
راه‌حل معضل اختیار و علّیت را باید در دو بخش جستجو کرد: اول، تحول معنایی اختیار که تعریف اختیار نه به معنای استقلال و تفویض، بلکه به معنای همراهی اراده با محبت، رضا و هماهنگی وجودی با کمالات ذات است؛ دوم، توجه به پاسخ‌های حکمت متعالیه در مسئلهٔ عدل الهی و شر با استناد به نظریهٔ استعدادهای ذاتی و تفاوت‌های وجودی موجودات.
فلاسفه تفاوت در کمالات و بهره‌مندی موجودات را ناشی از استعدادهای ذاتی و اقتضائات وجودی آن‌ها می‌دانند. بنابراین، اگر هر موجودی به اندازهٔ استعداد خود از وجود و کمالات بهره می‌برد، این نه نفی عدل است و نه نفی اختیار؛ زیرا آنچه به هر موجودی داده می‌شود، دقیقاً منطبق با نقشهٔ وجودی خودش است. ارادهٔ الهی بر اساس علم او عمل می‌کند، و علم خداوند—با همهٔ بساطت و وحدتش—همهٔ جزئیات وجودی مخلوقات را شامل می‌شود. این علم، همان «نقشهٔ وجودی» موجودات است که شامل تمام استعدادها و خواسته‌های ذاتی آنها می‌شود. پس در حکمت متعالیه خداوند نه چیزی را تحمیل می‌کند و نه در فیض‌رسانی کوتاهی می‌نماید.
نتیجه‌گیری کلیدی این است که اختیار در حکمت متعالیه به معنای دارا بودن علم و اراده است، اما با تفسیری خاص: اراده نه به معنای ترجیح یک گزینه بر دیگری، بلکه به معنای محبت، رضا و شوق درونی به فعل است؛ علم نیز نه به معنای تصور ذهنی مجرد، بلکه به معنای حضور وجودی مخلوق در علم الهی است.
این تفسیر از اختیار هم با مسئلهٔ عدل الهی سازگار است—چون هر کس به اندازهٔ استعدادش بهره می‌برد—و هم با مسئلهٔ جبر و اختیار—چون فعل انسان هم خواست اوست، هم خواست خدا.

## از جسمانیت تا تجرد عقلی
بر اساس مبانی فلسفی صدرالمتألهین، وجود واحد انسانی در مسیر تکاملی خود مراتب مختلفی را در نزول و صعود طی می‌کند. این وجود در مرحله مادی از مرتبه جسمانی آغاز شده و به تدریج به سمت تجرد حرکت می‌نماید. ذهن انسان از این وجود متحول، مفاهیمی مانند نفس و بدن را استخراج می‌کند.
واقعیت خارجی بر مبنای سه اصل اصالت وجود، تشکیک وجود و حرکت جوهری، وجودی واحد است که دارای درجات مختلف مادی و مجرد می‌باشد. این مراتب به صورت پیوسته و با قابلیت شدت یافتن محقق می‌شوند. نفس نیز وجودی تشکیکی است که در سایه حرکت جوهری از مرتبه مادی به مراتب بالاتر مثالی و عقلی ارتقا می‌یابد.
نفس در ابتدای ظهور ماهیتی جسمانی دارد و با گذر از مراحل نباتی و حیوانی، به تجرد انسانی دست می‌یابد. ذهن بشر در این فرآیند مفاهیمی چون جسم، نفس نباتی، نفس حیوانی و نفس انسانی را از این وجود واحد انتزاع می‌کند. این سیر نشان‌دهنده طی مراتب وجودی از ماده تا تجرد عقلی است.
اصطلاح «جَسمانیَةُ الحُدوث و رَوحانیَةُ البَقاء» به این معناست که وجود مادی در جریان حرکت جوهری به تجرد می‌رسد. نفس اگرچه در آغاز مادی است، اما به تدریج مراتب تجرد را طی می‌کند. این عبارت به معنای فقدان روح مجرد در ابتدا نیست، بلکه بیانگر تحول تدریجی است.
قوه خیال نقش اساسی در شکل‌گیری بدن دارد. این قوه، کمالات و توانایی‌های نفس را در قالب صورت‌های مقداری متجلی می‌سازد. تجلی آن در گیاهان به شکل ریشه و ساقه، در حیوانات به صورت چنگال و دندان، و در انسان به هیئت اعضای انسانی ظهور می‌یابد. بدن مادی در حقیقت ظهور قوای نفس در ماده است و با از دست دادن ویژگی‌های حیاتی، عنوان بدن از آن سلب می‌شود.
هویت واقعی بدن به نفس تعلق دارد نه به ماده عنصری. در فرآیند حرکت جوهری، بدن همراه با حقیقت نفس به عوالم مجرد انتقال می‌یابد و آنچه در عالم ماده باقی می‌ماند، تنها کالبدی بی‌جان است. نفس و بدن رابطه‌ای ذاتی دارند، زیرا بدن ظهور قوای نفس محسوب می‌شود.
در مسیر تکاملی انسان، نفس همواره با ماده‌ای نامشخص همراه است که منشأ بدن به شمار می‌رود. این ماده نامشخص (قوه خیال) در عالم ماده صورت‌های جسمانی و در عالم مثال بدن مثالی را پدید می‌آورد. بدن مثالی متناسب با ویژگی‌های نفس و بر اساس علم و عمل فرد شکل می‌گیرد.
بر پایه دیدگاه صدرا، عالم آخرت با عالم عقل همخوانی دارد و بدن اخروی را می‌توان بدن عقلی دانست. انسان در سیر وجودی خود از مرحله طبیعی به نفسانی و سپس به عقلی ارتقا می‌یابد. در مرتبه عقلی، اعضای بدن به شکل مفاهیم و اعتبارات عقلی تحقق می‌یابند.
در نتیجه، وجود انسانی در تمام مراحل سیر نزولی و صعودی خود همواره با بدنی متناسب با آن مرحله همراه است. بدن‌های مادی، مثالی و عقلی، مراتب مختلف تجلی قوای نفس هستند که هر یک حقیقتی اصیل داشته و نشان‌دهنده مراحلی از حرکت جوهری انسان محسوب می‌شوند.

## جایگاه توجه در حکمت متعالیه
ملاصدرا توجه را به دو شکل عام و خاص تعریف می‌کند. در معنای عام، توجه ویژگی ذاتی تمام موجودات است که در حرکت جوهری آنها به سوی کمال ظاهر می‌شود. در معنای خاص، توجه از مختصات نفس انسانی است که در فرآیند ادراک و تصمیم‌گیری‌های ارادی نقش محوری ایفا می‌کند. در دستگاه فلسفی ملاصدرا، توجه همانند ادراک و عشق در تمام عالم وجود دارد. هر موجودی متناسب با مرتبه وجودی خویش به سوی غایت نهایی خود در حرکت است و این حرکت نشانگر توجه ذاتی موجودات به کمال است. ملاصدرا در آثارش تصریح می‌کند که همه انسان‌ها از این توجه فطری به کمال برخوردارند.
نفس انسان با حفظ وحدت خود، دارای مراتب و شئون گوناگونی است که توجه در هر یک از این مراتب به گونه‌ای خاص تجلی می‌یابد. ادراک حسی بدون توجه نفس تحقق نمی‌یابد. حواس سالم شرط لازم برای ادراک محسوب می‌شوند، اما شرط کافی نیستند. نفس باید به داده‌های حسی التفات داشته باشد تا ادراک حاصل شود. ملاصدرا اظهار می‌دارد که ادراک چیزی جز توجه نفس به شیء مُدرَک نیست. نفس به واسطه قوه خیال می‌تواند در غیاب محسوسات، صور آنها را ادراک کند. این فرآیند صرفاً با توجه و تمرکز نفس امکان‌پذیر می‌شود. ملاصدرا توضیح می‌دهد که نفس با قابلیت توجه خود، صور محسوسات را در ذهن حاضر می‌سازد.
عقل بالفعل مرتبه‌ای از عقل است که نفس با توجه تام می‌تواند معقولات را مشاهده کند. این مرحله مقدم بر عقل مستفاد قرار دارد و جایگاه محوری توجه در فعالیت‌های عقلی را نمایان می‌سازد. در تعریف منطقی، فکر به معنای سامان دادن امور معلوم برای دستیابی به مجهول است. از منظر ملاصدرا، این فرآیند عین توجه نفس به تحصیل مجهول است. او فکر را نوعی حرکت می‌داند که ذاتاً متضمن توجه است. در تمام افعال اختیاری، توجه فاعل به غایت فعل، شرط اساسی به شمار می‌رود. بدون این التفات، انگیزه‌ای برای عمل باقی نمی‌ماند. ملاصدرا مرحله چهارم صدور فعل ارادی را «عزم بر التفات» می‌خواند.
لذت و درد به عنوان بنیادی‌ترین هیجانات انسانی، با توجه نفس پیوندی ناگسستنی دارند. ادراک سازگاری یا ناسازگاری با طبع، مستلزم توجه نفس است. ملاصدرا معتقد است لذت عین ادراک کمال است و این ادراک بدون توجه محال است. ملاصدرا در تبیین ادراک حسی چند نظریه مطرح می‌کند: نظریه تنزل نفس که بر مبنای آن نفس برای ادراک محسوسات به مرتبه طبیعت نزول می‌کند؛ نظریه افاضه که مطابق آن صورت‌های ادراکی از جانب واهِبُ الصُوَر به نفس افاضه می‌گردد؛ و نظریه ابداع که بیان می‌دارد نفس به صورت فعال به ابداع صور محسوس می‌پردازد. در تمام این دیدگاه‌ها، توجه نفس شرط ضروری تحقق ادراک محسوب می‌شود. نفس باید به صورت‌های افاضه شده یا ابداع شده توجه کند تا ادراک محقق گردد.
غفلت به مثابه نقیض توجه، عملکرد قوای ادراکی را محدود می‌سازد. نفس به دلیل محدودیت ظرفیت، قادر نیست در آنِ واحد به تمام محرک‌ها توجه کند. این مسئله به ویژه در نفوس ضعیف مشهود است، حال آنکه نفوس قوی می‌توانند به امور متعددی به صورت همزمان التفات داشته باشند. ملاصدرا معتقد است نفوس انسانی از حیث قوت و ضعف متفاوتند. نفس قوی می‌تواند همزمان به مراتب گوناگون وجود توجه کند، در حالی که نفس ضعیف در هر لحظه فقط به یک ساحت می‌تواند توجه نشان دهد. این تفاوت ناشی از مراتب وجودی نفس است.
در نظام فلسفی ملاصدرا، توجه هم ویژگی عام وجود و هم ویژگی خاص نفس انسانی به شمار می‌رود. توجه در تمام مراتب ادراکی نفس، از حس تا عقل، نقشی ضروری ایفا می‌کند. نظریه ملاصدرا درباره توجه، هم دارای جنبه شناختی و هم دارای جنبه وجودی است. تفاوت افراد در ظرفیت توجه از مراتب مختلف قوت و ضعف نفوس نشأت می‌گیرد. توجه نفس هم عنصر فعال در ادراک است و هم شرط تحقق آن.

## هنر در حکمت متعالیه
ملاصدرا در نظریه هنری خود تمایزی میان هنر معنوی و هنر آلوده قائل شده است. به باور او، هنر آلوده موجب انحطاط اخلاقی می‌گردد. وی در اسفار با وصف «طَیِب»، موسیقی پاک را از ناپاک متمایز ساخته است.
ماهیت بنیادین هنر از منظر ملاصدرا در هم‌ترازی آن با وجود انسان نهفته است. او هنر را نه فضیلتی اخلاقی، بلکه فعلی زیبایی‌شناسانه و آفرینشگر می‌پندارد. اصطلاح «صنایع لطیفه» در منظومه فکری او جای دارد که «صنعت» بر جنبه سازندگی و «لطیف» بر ویژگی زیبایی‌شناختی هنر دلالت می‌کند.
ملاصدرا شعر موزون، نغمه‌ها، داستان‌ها و حکایت‌های شگفت را از مصادیق هنر برمی‌شمارد. این‌ها را «صناعت» می‌خواند، نظیر صناعت موسیقی، صناعت رقص و صناعت شعر. قلمرو صنايع لطيفه در نگاه او محدود نبوده و با عبارت «اِلیٰ غَیرِ ذٰلِک» گشوده باقی می‌ماند.
ملاصدرا برای تمییز هنر قدسی از ناپاک، معیارهایی دوگانه در قالب ماهوی و صوری عرضه می‌کند. معیارهای ماهوی مشتمل است بر هماهنگی با فطرت الهی، تجلی عوالم روحانی، تحقق کمال انسانی و پیوند وجود و زیبایی. معیارهای صوری نیز بهره‌گیری از نمادهای ظریف، تناسب اجزا، زیبایی صورت و توجه به کارکردهای اجتماعی را دربرمی‌گیرد.
در نگرش هستی‌شناختی ملاصدرا، خداوند سرمنشأ زیبایی‌های جهان است. شناخت زیبایی هنری از مجرای علم حضوری و حصولی حاصل می‌آید. تقسیم موجودات به طبیعی و مجرد، و مجردات به عقلی، تام و مثالی از ارکان نظریه او محسوب می‌شود.
نفس انسان در این دستگاه فکری «جَسمانیَةُ الحُدوث و رَوحانیَةُ البَقاء» توصیف شده است. نفس قادر به آفرینش هر دو گونه صور عقلی و طبیعی است. این صور در نفس مستقر نمی‌شوند، بلکه برای نفس متحقق می‌گردند. صور خیالی و عقلی آفریده نفس، بازتاب موجوداتی هستند که از خالق صادر شده‌اند.
فرآیند آفرینش هنری با قوه خیال کلید می‌خورد. ابتدا صورتی هنری در نفس پدیدار می‌شود، آنگاه هنرمند با اشتیاق به تحقق عینی آن، دست به آفرینش می‌زند. این سیر معکوس دریافت اثر هنری است که در آن نخست حواس اثر را ادراک می‌کنند و سپس قوه خیال صورتی می‌سازد.
ملاصدرا هنر را سرچشمه‌ای سترگ می‌داند که عشق به خدا را برمی‌انگیزاند و به کمال نفس منتهی می‌شود. در این دیدگاه، صورت و محتوای اثر هر دو متعالی‌اند. حقایقی که هنرمند بدان‌ها نائل آمده، نخست در خیال و سپس در جهان مادی متجلی می‌شود. ملاصدرا سهمی از خلافت الهی را در هنرمندان مشاهده می‌کند.
در خاتمه، ملاصدرا هنر را با معنویت درمی‌آمیزد. هنر از منظر او کنشی زیبایی‌شناختی و آفرینشگر است که کارویژه اصلی‌اش بیدارگری حس زیبایی‌شناسی و برانگیختن عشق پاک است.

## زمان در حکمت متعالیه
برای درک مفهوم زمان در فلسفهٔ ملاصدرا، ابتدا باید سه اصل بنیادین حکمت متعالیه را شناخت: اصالت وجود، تشکیک وجود و حرکت جوهری.
در نظام فکری صدرالمتألهین، وجود حقیقتی عینی است که واقعیت اشیا به آن وابسته است. این اصلِ «اصالت وجود»، پایهٔ تمام قواعد فلسفی او و اساس آموزه‌های الهیاتی مانند توحید و معاد به‌شمار می‌رود. بر این اساس، وجود به‌ذات خود تحقق دارد، حال‌آنکه دیگر موجودات تنها از طریق وجودی که بر آنها عارض می‌شود، تحقق می‌یابند.
اصل دوم، «تشکیک وجود» است. وجود حقیقتی واحد اما دارای مراتب شدت و ضعف است. تفاوت مراتب وجود نه در ماهیت، بلکه در درجات کمال و نقص است. صدرا معتقد است این حقیقت واحد وجودی، هم در واجب‌الوجود و هم در ممکن‌الوجود حضور دارد.
سومین اصل، «حرکت جوهری» است که در بحث زمان نقش محوری دارد. ملاصدرا حرکت را «خروج تدریجی شیء از قوه به فعل» تعریف می‌کند. برخلاف پیشینیان که حرکت را تنها در اعراض می‌دیدند، او حرکت در جوهر را اصل دانسته و حرکت در اعراض را تابع آن می‌داند؛ زیرا اعراض به‌طور مستقل از جوهر تحقق ندارند.
در حکمت متعالیه، زمان مفهومی جدایی‌ناپذیر از حرکت است. زمان نه امری مستقل، بلکه در تحلیل وجودی حرکت معنا می‌یابد. همان‌گونه که سفیدی بدون جسم تحقق ندارد، زمان نیز بدون حرکت موجود نیست. در حقیقت، زمان و حرکت در خارج یک حقیقت سیالِ واحدند؛ اگر به‌صورت نامتعین لحاظ شود «حرکت» و اگر متعین در نظر گرفته شود «زمان» نام می‌گیرد.
بر این اساس، تنها موجودات مادیِ متغیر که دارای حرکت جوهری هستند، زمانمند محسوب می‌شوند. زمان به‌عنوان مقدار حرکت جوهری، وجودی واحد با جوهر متحرک دارد. ملاصدرا زمان را «امتداد نامرئی» یا «بعد چهارم» موجودات مادی می‌داند که از تجدد ذاتی آنها ناشی می‌شود. تحقق زمان به‌عنوان امری متصل، وابسته به نسبت گذشته، حال و آینده است.
درک صحیح از زمان در این نظام فکری، مستلزم فهم دقیق حرکت جوهری است که آن نیز به‌نوبهٔ خود مبتنی بر اصول اصالت وجود و تشکیک وجود است. زمان نه مفهومی ذهنی، بلکه مرتبه‌ای از مراتب وجود است که ضعیف‌ترین مرتبهٔ ممکنات به‌شمار می‌رود. وجود زمان عین وجود سیالِ در حال تجدد است، حال‌آنکه مفهوم زمان، انتزاعی فلسفی از این وجود است.

## دمیدن روح در بدن در حکمت متعالیه
دمیدن روح در بدن تنها پس از تسویه آن امکان‌پذیر می‌شود. تسویه به فرآیند آماده‌سازی بدن برای پذیرش روح اطلاق می‌شود. مرحله نخست شامل تسویه مزاج طبیعی بدن است و مرحله دوم که حدود چهل سالگی محقق می‌شود، به تعدیل صفات نفس و ملکات اخلاقی می‌پردازد تا زمینه پذیرش روح الهی فراهم آید. این روح الهی که از عالم امر خداوند نشأت می‌گیرد، ماهیتی کاملاً متمایز از روح نفسانی بشری دارد. از منظر صدرالمتألهین، نفس نقش اساسی به عنوان اصل بنیادین و حافظ تعادل مزاج بدن ایفا می‌کند. او میان دو گونه تسویه تمایز قائل می‌شود: تسویه بدن برای نفس انسانی و تسویه نفس برای روح ملکوتی.
نفس و روح از حیث ماهیت تفاوت‌های بنیادین دارند. نفس که مدیر و مدبر بدن محسوب می‌شود، هیچ‌گاه از آن جدا نمی‌شود، حال آنکه روح توانایی ترک کالبد را دارد. روح جوهر بسیطی است که به عالم امر تعلق دارد و از عالم خلق متمایز است. به باور ملاصدرا، روح به دلیل ذات الهی و سرّی خود قابل تعریف دقیق نیست و دارای مراتب و درجات گوناگون است. روحی که در قرآن مورد اشاره قرار گرفته، موجودی واحد و پیش از ابدان است، در حالی که نفس به تعداد ابدان متکثر و همزمان با آنها حادث می‌شود.
عالم امر که مطابق با عالم عقل است، برترین و شریف‌ترین مرتبه از عوالم وجود به شمار می‌آید. عقل اول با القاب مختلفی مانند عقل کل و حقیقت محمدیه شناخته می‌شود و منشأ فیض وجود برای تمامی موجودات است. نفس کلی که از عالم نفس سرچشمه می‌گیرد، اصل و منشأ همه نفوس جزئی است. نفس انسانی دارای مراتب وجودی متعدد است و در هر عالمی صورتی متناسب با آن عالم به خود می‌گیرد.
نفخ روح به معنی افاضه نور روح الهی بر بدن متعادل و آماده است. این فرآیند مشروط به دو شرط اساسی است: از جانب فاعل نیازمند بخشش و جود الهی است و از جانب پذیرنده مستلزم استوا و تعادل وجودی می‌باشد. تسویه اولیه بدن را برای پذیرش نفس حیوانی مهیا می‌سازد و تسویه ثانویه نفس را برای دریافت روح الهی آماده می‌کند. روح حیوانی که در کالبد دمیده می‌شود، ماهیتی متفاوت از روح مجرد الهی دارد و متشکل از بخارات ناشی از اخلاط چهارگانه است.

## خیال
در میان عرفای اسلامی، به‌ویژه از منظر ابن‌عربی، قوهٔ خیال برجسته‌ترین توانایی است که خداوند در نهاد آدمی به ودیعه نهاده و از مظاهر بارز قدرت الهی محسوب می‌شود. اهمیت این قوه چنان است که او و پیروانش در میان عرفا، خیال آدمی را سرچشمهٔ آفرینش حیات اخروی (به‌ویژه در حوزهٔ معاد جسمانی) می‌دانند. ملاصدرا که بی‌تردید از این دیدگاه متأثر بوده است، عملکرد این قوه را در ادراکات و افعال، در ارتباطی چندجانبه با دیگر قوای باطنی تبیین نموده است. وی همچنین خیال را به‌عنوان یکی از مبانی اساسی افعال، حلقهٔ واسط عالم محسوسات و معقولات و همچون فرشته‌ای حافظ این صور می‌شناسد.
ملاصدرا حواس انسان را به دو دستهٔ ظاهری (شامل چشایی، بویایی، شنوایی، لامسه و بینایی) و باطنی (شامل حس مشترک، قوهٔ خیال، واهمه، حافظه و متصرفه) تقسیم می‌کند. قوهٔ خیال در حکمت متعالیه چنان تأثیری در فرایند علم‌آموزی انسان دارد که دیگر قوا به پای آن نمی‌رسند. کارکردهای این قوه از دیدگاه ملاصدرا به این شرح است: نخست آنکه کلیهٔ صور محسوس، پس از غیاب از حوزهٔ ادراک حسی (اعم از صور ناشی از حواس ظاهری یا حس مشترک) در این قوه جمع می‌آیند. در واقع خیال گنجینهٔ صور حس مشترک است، نه مخزن بی‌واسطهٔ داده‌های حسی. دوم آنکه پل ارتباطی میان محسوسات و معقولات است. اگر این نقش به درستی ایفا نشود، پیوند میان این دو عالم گسسته می‌شود؛ به‌گونه‌ای که هیچ محسوسی معقول و هیچ معقولی محسوس نخواهد شد. سوم آنکه توان استخراج معانی مجرد را دارد: «نفس از خیالات، معانی مجرد را استنباط و بدان‌ها آگاه می‌شود». چهارم آنکه با تکامل تدریجی، ملکه‌ای کسب می‌کند که به واسطهٔ آن می‌تواند صور محوشده از حس مشترک را از طریق ارتباط با عقل فعال، مجدداً در ذهن حاضر نماید. ملاصدرا خیال را در شمار قوای مُدرِکه قرار می‌دهد. پنجم آنکه درک لذت و میل به آن از شئون خیال است؛ هر قوه‌ای لذت ویژه‌ای دارد و لذت قوهٔ خیال، دریافت صور زیبا و نیکویی است که نفس خواهان آن‌هاست.
در حکمت متعالیه عقل و ذهن گران‌بهاترین موهبت الهی در وجود انسان هستند. قرآن و روایات بارها بر این ارزش تأکید کرده‌اند. علی ابن ابی‌طالب در خطبهٔ اول نهج‌البلاغه، فلسفهٔ بعثت پیامبران را شکوفایی این دو می‌داند: «خداوند پیامبرانش را در میان مردمان برانگیخت... تا گنجینه‌های پنهان عقل‌ها را آشکار سازند». بخش عمدهٔ معرفت حاصل فعالیت‌های ذهنی است، هرچند دربارهٔ چگونگی حصول آن و میزان انطباقش با واقعیت خارجی اختلاف نظر وجود دارد. اما همان‌گونه که اشاره شد، خیال پل ارتباطی محسوس و معقول است.
ملاصدرا برخلاف فلاسفهٔ مشاء که صور حسی و خیالی را مادی و حل‌شده در نفس می‌پنداشتند، معتقد است نفس در مواجهه با اشیاء، پس از دریافت ماهیت آن‌ها از طریق حواس، این صور را می‌آفریند (نه آنکه از خارج اخذ و در خود جای دهد). اگر خیال این میانجی‌گری را انجام ندهد، ارتباط محسوس و معقول قطع می‌شود. با توجه به این اهمیت، در تربیت ذهن—به‌ویژه برای کودکان و نوجوانان—نمی‌توان از پرورش قوهٔ خیال غافل ماند. از همین رو در سند تحول بنیادین، یکی از ساحت‌های شش‌گانهٔ تربیت به زیبایی‌شناسی و هنر اختصاص یافته که هدف آن پرورش همین قوه است.
طبق فلسفۀ صدرایی کودک از سه طریق با عوالم ارتباط برقرار می‌کند: حواس (ماده)، خیال (مثال) و تفکر (عقول). رشد خیال به‌عنوان مخزن صور حس مشترک، زمینه‌ساز تربیت ذهن و تعقل است؛ زیرا در حکمت متعالیه، خیال ادراکات حسی را به صورت مثالی (واسطهٔ محسوس و معقول) تبدیل می‌کند. این مرحله، پیش‌نیاز ضروری درک معقولات است. تعقل کودک همواره با صور خیالی آمیخته است. خیال با ذخیره‌سازی صور، امکان ترکیب‌های نو و خلاقیت را فراهم می‌سازد. هر ابداعی پیش از تحقق خارجی، در خیال صورت می‌بندد.
ملاصدرا با تأکید بر خیال، تحولی در این نگرش پدید آورد. در حکمت متعالیه، ذهن «استعدادی برای کسب علوم نایافته» تعریف می‌شود. این استعداد که نزد اندیشمندان مسلمان هم‌تراز عقل شمرده می‌شود، صحت شناخت را تضمین می‌کند. ملاصدرا تعقل و تخیل را همراه و متحد می‌داند. خیال با ذخیره‌سازی صور، بستر خلاقیت را فراهم می‌سازد و می‌تواند به پالایش باطن بینجامد.
برخی علم را منحصر به صور ذهنی می‌دانند و گروهی—متأثر از ملاصدرا—آن را آفرینش نفس می‌پندارند. اگر هدف تربیت ذهن، تقویت حافظه باشد، روش‌های متداول کافی است؛ اما اعتقاد به علم حضوری، مستلزم پرورش خیال نیز هست.

## شفاعت
ایمان راستین و اقرار به رسالت پیامبر اسلام از منظر ملاصدرا، کیفیتی در نفس ایجاد می‌کند که آن را سزاوار نور رحمت الهی، رهایی از عذاب و مشارکت در شفاعت پیامبر می‌نماید. این ویژگی جدایی‌ناپذیر از ایمان بوده و شرایط خاصی دارد که بزهکاران—جز آنان که به اسلام روی آورده و به یگانگی خداوند اعتراف کرده‌اند—از آن محروم هستند.
خشنودی الهی منوط به ایمان و یکتاپرستی است؛ بنابراین شفاعت شامل حال مؤمن گناهکار نیز می‌گردد. شفاعت در حقیقت ظهورِ الله به نام «فیض» در مظاهر هستی است. از آنجا که تنها ذات اقدس الهی در وجود تأثیرگذار است، شفاعت حقیقی مختص اوست. عبارت «مَن ذَا الَّذِي يَشْفَعُ عِنْدَهُ إِلَّا بِإِذْنِهِ» (بقره: ۲۵۵) شاهدی بر این مدعاست.
پس از پروردگار، شفاعت ویژه فرشتگان، پیامبران و کمال‌یافتگان در ایمان می‌باشد. محمد، پیامبر اسلام و دوازده امام تشیع دوازده‌امامی دارای مقام شفاعت هستند و خداوند به برکت وساطت ایشان، بسیاری از مؤمنان خطاکار را می‌بخشد.
ملاصدرا بر این باور است که انسان پس از مرگ به دلیل حجاب‌های تاریک در عالم برزخ در محاصره قرار می‌گیرد و شفاعت یکی از راه‌های نجات و تکامل او محسوب می‌شود. ملاصدرا با استناد به آیات قرآن، ایمان به خدا و پیامبرش را موجب استحقاق نور رحمت و نجات از عذاب می‌داند.
تشبیه نفس در برزخ به نُطفه در رَحِم و بذر در خاک، بیانگر اعتقاد ملاصدرا به تکامل برزخی است. همان‌گونه که نطفه و بذر پرورش می‌یابند، نفس آدمی نیز در جهان برزخ به کمال می‌رسد. ابن‌عربی نیز در کتاب اسفار معتقد است نسبت برزخ به آخرت مانند دوره بارداری نسبت به تکامل جنین است.
ملاصدرا آفرینش عالم آخرت را ابداعی دانسته و امور اخروی را دفعی‌الوجود می‌خواند. پایه‌های نشئه آخرت از دیدگاه وی بر علم و معرفت استوار است و هر فرد به اندازه دانش خویش توانایی پیمودن مراحل آخرت را دارد. این تکامل بدون شفاعت پیامبر اسلام ممکن نبوده و تنها با طلب فیض از سرچشمه نبوت تحقق می‌یابد.

## علم از دیدگاه حکمت متعالیه
حکمت متعالیه بر دو اصل بنیادین تکیه دارد: اصالت وجود و تشکیک در وجود. ملاصدرا همه مباحث فلسفی را با استناد به این دو مبنا تحلیل کرده است. بر این اساس، علم در این نظام فکری معنایی وجودی پیدا می‌کند. او علم را از عوارض وجود می‌داند و برخلاف فلاسفه پیشین، آن را در حوزه الهیات بالمعنی‌الأعم جای می‌دهد.
بر مبنای اصول اصالت وجود و تشکیک، علم از شئون وجود محسوب می‌شود و با آن مساوق است. هرجا وجود محقق باشد، علم نیز حاضر است و بالعکس. این هم‌ترازی از وحدت و بساطت وجود سرچشمه می‌گیرد، زیرا علم نیز ماهیتی وجودی و ثبوتی دارد.
ملاصدرا با این دیدگاه، تعریف نوینی از علم ارائه می‌دهد. او علم را حقیقتی می‌داند که انیتش عین ماهیتش است. با بررسی آثار او درمی‌یابیم که همه تعابیرش درباره علم به حقیقت وجود بازمی‌گردد. از نگاه او، علم حقیقتی حضوری و ثبوتی است که مانند وجود، تحقق عینی دارد.
ملاصدرا سه تعبیر اساسی درباره علم دارد:
1. علم به مثابه وجود بالفعل شیء مجرد برای شیء دیگر
2. علم به مثابه وجود مجرد محض
3. علم به مثابه وجود بالفعل خالص از هرگونه عدم

در مسئله علم مادیات، ملاصدرا دو رویکرد به ظاهر متناقض دارد. از سویی برای مادیات حضور قائل نیست و از سوی دیگر همه موجودات را دارای علم می‌داند. این ناسازگاری ظاهری با توجه به مراتب تشکیکی وجود و علم قابل حل است.

## حشر موجودات
ملاصدرا موجوداتی را که در روز قیامت نزد خداوند محشور می‌شوند، بر اساس ماهیت وجودی و ویژگی‌های ذاتی‌شان در شش گروه اصلی دسته‌بندی کرده و به تفصیل به بررسی کیفیت حشر هر گروه پرداخته است. این طبقه‌بندی شامل این موارد است: موجودات مجرد عقلی که مظهر علم الهی‌اند، ارواح کلی مدبر که اداره‌کننده اجرام سماوی و زمینی هستند، ارواح جزئی و نفوس خیالی مانند اجنه و شیاطین، نفوس گیاهی، طبایع نفوذکننده در اجسام قابل تقسیم، و در نهایت اجسام هیولانی که پایین‌ترین مرتبه وجود را دارند.
در بررسی مسئله حشر حیوانات باید گفت این موجودات پس از مرگ به کلی نابود نمی‌شوند، بلکه کیفیت حشر آنها متناسب با ویژگی‌های ذاتی‌شان متفاوت خواهد بود. حیواناتی که علاوه بر ادراک حسی، از قوه خیال و حافظه نیز برخوردارند، پس از مرگ هویت مستقل خود را حفظ کرده و به صورت مجزا محشور می‌شوند و با فرشتگان مدبر مرتبط می‌گردند. در مقابل، حیوانات فاقد قوه خیال و حافظه که تنها از ادراک حسی برخوردارند، پس از مرگ استقلال وجودی خود را از دست داده و به صورت جمعی به اصل و منشأ خود بازمی‌گردند؛ مشابه پرتوهای نوری که به منبع اصلی خود بازمی‌گردند.
در میان انسان‌ها نیز افرادی وجود دارند که با وجود برخورداری از روح انسانی، به دلیل اعمال ناشایست و رذایل اخلاقی، در سطح حیوانات باقی می‌مانند. در روز قیامت، این افراد به شکلی محشور می‌شوند که با صفات رذیله اکتسابی‌شان تناسب دارد. برای مثال، افراد حریص به شکل موش و افراد خشن و درنده‌خو به صورت حیوانات وحشی ظاهر خواهند شد. با این حال، برخلاف حیوانات، این افراد هویت انسانی مستقل خود را حفظ خواهند کرد.
در متون اسلامی، به ویژه قرآن، به صراحت به مسئله حشر عمومی تمام موجودات، از جمله حیوانات اشاره شده است. در سوره انعام (آیه ۳۸) آمده است: «و هیچ جنبنده‌ای در زمین و هیچ پرنده‌ای که با دو بال خود پرواز می‌کند نیست، مگر اینکه امت‌هایی همانند شما هستند و همگی به سوی پروردگارشان بازگردانده می‌شوند.» همچنین در سوره تکویر (آیه ۵) به گردآوری حیوانات وحشی و در سوره کهف (آیات ۴۷–۴۸) به برانگیخته شدن همه موجودات اشاره شده است.
به یک بیان، تمام موجودات به سوی خالق خود بازخواهند گشت و این بازگشت عمومی شامل انسان‌ها، حیوانات و حتی برخی از جمادات می‌شود. حیوانات بسته به ویژگی‌های ذاتی خود یا به صورت مستقل محشور می‌شوند یا به اصل و منشأ وجودی خود ملحق می‌گردند. انسان‌هایی که به سطح حیوانات تنزل یافته‌اند، در قیامت به شکلی متناسب با اعمالشان ظاهر می‌شوند، اما هویت انسانی مستقل خود را حفظ می‌کنند. طبق حکمت متعالیه، نظام آفرینش بر اساس عدل الهی استوار است و هر موجودی به اندازه‌ای که از موهبت وجود بهره برده، مسئول بوده و در نهایت به سوی مبدأ خود بازگردانده خواهد شد.

## هدف نهایی پیرو فلسفه صدرایی
ملاصدرا با ابتکاری نوین در حوزهٔ متافیزیک ظهور کرد و برای نخستین‌بار به‌شکلی مستدل و صریح، مسئلهٔ اصالت وجود را مطرح ساخت. او فلسفهٔ خود را مسیری برای سیروسلوک انسان تا رسیدن به حقیقت می‌دانست. از نگاه او، عالم دارای مراتب و درجات گوناگونی است که به ترتیب در طول یکدیگر قرار گرفته‌اند؛ به‌گونه‌ای که هر مرتبه نسبت به مرتبهٔ بالاتر، جنبهٔ ظاهری و نسبت به مرتبهٔ پایین‌تر، جنبهٔ باطنی دارد. او هستی را به سه عالم مادی، مثالی و عقلی تقسیم می‌کند و بر این باور است که موجودات عالم مادی، نمودهایی از عالم مثال و عقل به‌شمار می‌روند. در این سلسله‌مراتب، خداوند برترین و کامل‌ترین مرتبهٔ وجودی را داراست و سرچشمهٔ تمام مراتب دیگر محسوب می‌شود؛ به‌این‌معنا که دیگر مراتب، جلوه‌هایی از ذات او هستند. در مقابل، عالم ماده ناقص‌ترین و سست‌ترین مرتبهٔ وجودی است که از آن با عنوان «دنیا» یاد می‌شود.
در نظام هستی‌شناختی ملاصدرا، نکتهٔ کلیدی این است که میان شناسنده (انسان) و موضوع شناسایی (مراتب عالم) وحدتی برقرار می‌شود. این پیوند، ارتباط میان هستی‌شناسی و معرفت‌شناسی در اندیشهٔ او را شکل می‌دهد؛ زیرا دانش و آگاهی را نتیجهٔ این اتحاد می‌داند و آن را «اتحاد عالم و معلوم» می‌خواند. به‌زعم او، ادراک انسانی که عموماً بر تجربیات مادی استوار است، به‌تنهایی قادر به درک سطوح بالاتر وجود نیست. ازاین‌رو، باید نوعی آگاهی متفاوت در انسان پدید آید تا بتواند از ظواهر به باطن اشیا راه یابد و عوالم متعالی را دریابد. این گذار از مسیر «عالم خیال» امکان‌پذیر می‌شود که در اندیشهٔ ملاصدرا، میانجی عالم مادی و عالم عقلی است. عالم خیال، وجودی مستقل، عینی و هم‌پایهٔ ادراک و آگاهی دارد و ویژگی‌هایی متمایز از دیگر عوالم را داراست. موجودات این عالم غیرمادی هستند و حقایق آن شامل کنشی بی‌نیاز از قوه، ثباتی خالی از حرکت و صورتی فارغ از ماده است. ملاصدرا این عالم را هم از راه کشف و شهود و هم با استدلال‌های فلسفی مانند «برهان امکان اشرف» اثبات می‌کند.
ملاصدرا در بررسی نسبت انسان با هستی، از آموزه‌های دینی و معارف وحیانی بهره برده است. او ژرفای اشیا را در درون انسان جستجو می‌کند و معتقد است انسان می‌تواند با سیروسلوک معنوی، با همهٔ مراتب هستی یگانه شود و به «تأویل» حقایق دست یابد. از دیدگاه او، انسان همچون قرآن و عالم هستی، دارای ظاهر و باطن است؛ باطن هر چیز، حقیقت آن است که از راه تأویل آشکار می‌گردد. به‌بیانی دیگر، ظاهر انسان در دنیا و باطن او در آخرت است؛ پس هر آنچه در دنیا وجود دارد، حقیقتش در آخرت نهفته است. ملاصدرا با تکیه بر نظریهٔ «تشکیک وجود»، دنیا را نماد آخرت و آخرت را حقیقت دنیا می‌پندارد. این نگرش، تعادلی میان ظاهر و باطن، محسوس و معقول برقرار می‌کند و انسان را به تعادل وجودی رهنمون می‌شود. او انسان را موجودی می‌داند که ماهیتی ثابت ندارد و همواره در حال حرکت به‌سوی فعلیت‌های گوناگون است. آن‌که به هماهنگی کامل با عوالم هستی دست یابد، «انسان کامل» است که تجلی‌دهندهٔ همهٔ صفات الهی بوده و به اتحاد عینی با حق نایل گشته است.
در شناخت‌شناسی ملاصدرا، حقیقت تنها به معنای همخوانی ذهن و عین (به شیوهٔ ارسطویی) نیست، بلکه امری وجودی است. او حقیقت منطقی (صدق گزاره‌ها) را تنها لایه‌ای از حقیقت می‌شمارد و بر این باور است که جهان محسوس، نمادی از حقیقت متعالی است. حقیقت راستین برای کسانی آشکار می‌شود که بتوانند صورت‌های بی‌پایان را به‌عنوان نمودهای «حقیقةالحقایق» تأویل کنند. در این نظام، نفس انسان با حرکت ذاتی خود، از مراتب حس و خیال به سطح عقل صعود می‌کند و با هر دگرگونی، توانایی درک حقایق ژرف‌تر را می‌یابد. بر پایهٔ قاعدهٔ «اتحاد عاقل و معقول»، انسان با مراتب هستی یکی می‌شود و این اتحاد، هدف نهایی فلسفهٔ اوست. تفاوت دیدگاه‌های انسان‌ها دربارهٔ حقیقت، نتیجهٔ تفاوت در سطوح ادراک و تأویل آن‌هاست. اما دستیابی به دانش راستین، نه از راه علوم اکتسابی، بلکه از مسیر پالایش نفس و پیوند با علم لدنی ممکن می‌شود. ملاصدرا معتقد است حقایق متعالی بسی فراتر از فهم بشر است و به‌همین دلیل، قرآن حقایق را به زبان رمز بیان کرده است؛ زبانی که با ظاهر آن ناسازگاری ندارد.
در نظام تربیتی ملاصدرا، هدف غایی «کمال‌یابی نفس» انسان است. این کمال‌یابی از راه پرورش قوای حس، خیال و عقل تحقق می‌پذیرد. پرورش حواس، پایهٔ نخستین ادراک است و مربی باید با شیوه‌های عینی و تجربی، زمینهٔ رشد قوای حسی متربی را فراهم آورد. سپس، با پرورش نیروی تخیل از راه هنر، ادبیات خیال‌انگیز و مهرورزی، ذهن متربی را از ظواهر فراتر برد. سرانجام، پرورش عقل نظری و عملی، او را به مراتب بالای شناخت رهنمون می‌سازد. در پرورش عقل نظری، باید از روش‌های گفت‌وگویی، پرهیز از تکیهٔ صرف بر حافظه و پرورش اندیشه بهره جست. در پرورش عقل عملی نیز چهار مرحلهٔ پالایش ظاهر (احکام شرعی)، پالایش باطن (توجه قلبی)، کسب فضایل و فنا در حق مورد نظر است. این مسیر تربیتی، انسان را به «عقل مستفاد» می‌رساند که در آن، نفس به عقل فعال پیوند خورده و به دانش حضوری دست می‌یابد.

## تنهایی از دیدگاه حکمت متعالیه
روان‌شناسی، سلامت روان و روش‌های روان‌درمانی به مفهوم امروزی در دوران ملاصدرا مطرح نبوده‌اند. ما نمی‌خواهیم با رویکردی گزینشی این مفاهیم را بر نظام حکمت متعالیه تحمیل کنیم. با این حال، نظام‌های فلسفی چارچوب نگرش ما به جهان و مسائل آن را شکل می‌دهند. هر تحولی در مبانی فکری و جهان‌بینی، به طور طبیعی بر شیوه‌های تحلیل و مواجهه با مسائل جزئی‌تر تأثیر می‌گذارد. حکمت متعالیه به عنوان یکی از گسترده‌ترین و تأثیرگذارترین نظام‌های فکری جهان اسلام، قرن‌ها بر ساحت‌های مختلف اندیشه اسلامی سایه افکنده است. نفوذ این نظام فکری چنان است که هیچ پژوهشگر جدی در فلسفه و علوم اسلامی نمی‌تواند از مواجهه با آن اجتناب کند و ناگزیر باید موضع خود را—چه همدلانه و چه انتقادی—در برابر آن مشخص کند. در ادامه، برخی مبانی نظام فکری ملاصدرا که می‌تواند نگرش ما به پدیده تنهایی را دگرگون سازد، بررسی می‌شود.
اگرچه مفاهیم نوین روان‌شناختی در عصر ملاصدرا وجود نداشت، نظام فلسفی حکمت متعالیه به عنوان چارچوبی جامع می‌تواند در فهم معاصر ما از مسائل انسانی مانند تنهایی نقش داشته باشد. این نظام فکری نه صرفاً میراثی تاریخی، بلکه ساختاری زنده و پویاست که قابلیت تعامل با پرسش‌های معاصر را دارد. هر نظام فلسفی، از جمله حکمت متعالیه، مانند لنزی است که جهان را از طریق آن می‌بینیم. تغییر این لنز، درک ما از پدیده‌ها را دگرگون می‌کند. مثلاً اگر هستی را شبکه‌ای به هم پیوسته و مبتنی بر اصالت وجود بدانیم، تنهایی نه جدایی واقعی، بلکه غفلت از این پیوند وجودی تفسیر می‌شود. این نگرش راه‌حلی متافیزیکی برای مسئله‌ای روان‌شناختی ارائه می‌دهد.
نفوذ عمیق حکمت متعالیه در اندیشه اسلامی، پژوهشگران را ناگزیر به مواجهه با آن می‌کند. این مواجهه دو شکل دارد: همدلانه با پذیرش مبانی این نظام مانند تشکیک وجود، یا انتقادی با بررسی کاستی‌های آن در تبیین پدیده‌های نو. در این نوشتار، رویکرد نخست دنبال شده تا نشان دهد چگونه مبانی فلسفه صدرایی می‌تواند احساس تنهایی را نه واقعیتی گریزناپذیر، بلکه خطایی شناختی بازتعریف کند. در حکمت متعالیه، همه موجودات «عین ربط» به ذات الهی‌اند، یعنی احساس تنهایی ناشی از غفلت از این ارتباط است، نه فقدان آن. نظریه‌هایی مانند آرایٖ‌بی‌تی نشان می‌دهند باور به وابستگی وجودی به حقیقتی نامتناهی می‌تواند احساس تنهایی را کاهش دهد. بنابراین در این چارچوب، تنهایی مسئله‌ای انحلال‌پذیر است که ریشه در تفسیر نادرست از واقعیت دارد.

## ارجاعات
1. ↑  مطهری، منطق، فلسفه، در. ۵ از بخ. ۲.
2. 1 2  پناهی آزاد، «فلسفه حکمت متعالیه.»
3. ↑  محمدرضا فشاهی، ارسطوی بغداد، از عقل یونانی به وحی قرآنی، بایگانی‌شده  در ۲۳ فوریه ۲۰۰۸ توسط Wayback Machine انتشارات کاروان، ۱۳۸۰، ص ۴۷
4. ↑  شریعتی و اکبرزاده توتونچی، «هوش مصنوعی،» ۹۸–۱۰۲.
5. ↑  شربیانی و دیگران، «مزاج و معرفت،» ۱۵۵–۶۰.
6. ↑  راستین و دیگران، «اختیار،» ۱۶۰–۶۴.
7. ↑  واسعی و دیگران، «بدن، مراتب،» ۱۰۷–۲۵.
8. ↑  زمانی، «توجه.»
9. ↑  محمودی، «هستی و چیستی،» ۳۰–۴۳.
10. ↑  عرب گورچوئی، «چیستی زمان،» ۱۱۰–۱۷.
11. ↑  مرادی و فروزان‌کیا، «دمیدن روح،» ۵–۸.
12. ↑  پناهی درچه، «تربیت ذهن،» ۴۵–۴۷.
13. ↑  خالقی‌پور و مؤمنی، «شفاعت و نسبت آن،» ۱۴۷–۵۸.
14. ↑  ایزانلو و حاجی‌نیا، «حقیقت علم،» ۲۸–۳۷.
15. ↑  میرباقری و لوائی، «حشر،» ۴۱–۵۴.
16. ↑  هاشم‌پور و بیدهندی، «اشتدادی.»
17. ↑  نجفی و وکیلی، «تنهایی،» ۱۱۸–۲۶.

## کتب و نشریات
- ایزانلو، هادی، و حاجی‌نیا، زهرا. ۱۴۰۰. «هستی‌شناسی حقيقت علم و آثار مترتب بر آن از منظر حکمت متعاليه.» نسیم خرد ۷ (۱۲): ۲۳–۳۹.
- پناهی آزاد، حسن. ۱۳۸۵. «فلسفه حکمت متعالیه.» قبسات شش. ۳۹–۴۰: ۱۹۷–۲۲۰.
- پناهی درچه، اکبر. ۱۴۰۱. «بررسی رویکرد تربیت ذهن بر مبنای دیدگاه حکمت متعالیه با تاکید بر تقویت قوه خیال در آموزش کودکان.» پژوهش‌های فلسفی ۱۶ (۴۰): ۳۳–۵۱.
- خالقی‌پور، حسین، و مؤمنی، ناصر. ۱۳۹۹. «شفاعت و نسبت آن با تکامل نفس از منظر حکمت متعالیه.» جستارهایی در فلسفه و کلام ۵۲ (۱۰۴): ۱۴۳–۶۰.
- راستین، امیر، کهنسال، علیرضا، و حسینی شاهرودی، مرتضی. ۱۳۹۸. «واکاوی مفهوم اختیار در حکمت متعالیه.» نقد و نظر ۲۴ (۹۴): ۱۴۴–۶۷.
- رسولی شربیانی، رضا، رضایی، مهین، شکیبی، زینب، و نیتی، حامد. ۱۴۰۳. «نقش تغذیه بر رابطه مزاج و معرفت در حکمت متعالیه.» حکمت صدرایی ۱۳ (۲۵): ۱۵۱–۶۲.
- زمانی، مهدی. ۱۴۰۱. «نقش توجه در تحقق ادراک حسی از منظر حکمت متعالیه ملاصدرا.» آینۀ معرفت ۲۲ (۷۲): ۱–۲۶.
- شریعتی، فهیمه، و اکبرزاده توتونچی، محمدرضا. ۱۴۰۱. «مقایسه ماهوی هوش انسانی با هوش مصنوعی از منظر فلسفه اسلامی با تاکید بر حکمت متعالیه ملاصدرا، راهگشایی در فهم جایگاه عقول برتر.» حکمت معاصر ۱۳ (۲): ۸۹–۱۱۷.
- عرب گورچوئی، فاطمه. ۱۴۰۱. «چیستی زمان در فلسفه هیوم و حکمت متعالیه.» معارف عقلی ۱۷ (۴۴): ۹۵–۱۲۰.
- محمودی، نورالدین. ۱۴۰۰. «بررسی هستی و چیستی هنر متعالی از منظر حکمت متعالیه.» آینۀ معرفت ۲۱ (۶۸): ۲۵–۴۸.
- مرادی، حسن، و فروزان‌کیا، فاطمه. ۱۴۰۰. «تحلیل دمیدن روح در بدن در نگاه حکمت متعالیه.» اندیشه فلسفی ۲ (۱): ۱–۹.
- مطهری، مرتضی. منطق، فلسفه. PDF.
- میرباقری، محمد، و لوائی، شاکر. ۱۳۹۹. «ضرورت حشر موجودات و بررسی تفصیلی حشر حیوانات از دیدگاه حکمت متعالیه.» پژوهش‌های مابعدالطبیعی ۱ (۲): ۳۳–۵۵.
- نجفی، مهران، و وکیلی، هادی. ۱۴۰۳. «بررسی مسئله تنهایی انسان از منظر حکمت متعالیه.» خردنامه صدرایی ش. ۱۱۷: ۱۱۳–۲۸.
- واسعی، سمیه، جوارشکیان، عباس، و حسینی شاهرودی، مرتضی. ۱۴۰۰. «بدن، مراتب و ویژگی های آن از دیدگاه حکمت متعالیه.» اندیشۀ دینی ۲۱ (۷۹): ۱۰۵–۲۸.
- هاشم‌پور، آیسودا، و بیدهندی، محمد. ۱۴۰۱. «تأملی بر نظریه علم اشتدادی در حکمت متعالیه و هنجارهای آموزشی آن.» حکمت صدرایی ۱۰ (۲۰): ۱۲۱–۳۸.